# Парапартийная организация
Парапартийная организация (др.-греч. παρα- — несмотря, несмотря на) — организация, специально создающаяся сторонниками политических партий.
Цель парапартийной организации — расширение влияния своей партии на отдельные группы населения.

## Виды парапартийных организаций

### Молодёжные
Создаются партиями для увеличения своего влияния на людей возрастом от 18 до 30 лет, воспитания у них лидерских качеств, подготовки резерва кадров партийного руководства, для расширения рядов членов партии и партийного актива, например ВЛКСМ.

### Спортивные
Спортивные парапартийные организации существуют в виде различных секций, школ, союзов и клубов. Создаются для расширения влияния партии в общественных кругах, увлекающихся спортом, и популяризации её политической программы.

### Профессиональные
К профессиональным парапартийным организациям относятся профессиональные и творческие союзы, организованные партиями или возглавляемые членами определённых партий, оказывающими на них партийное влияние. Нередко бывает и обратная ситуация, когда сами профсоюзы создают партии и оказывают на них определённое воздействие.

### Женские
Женские парапартийные организации создаются политическими партиями с целью организации женского движения на партийной основе.

### Дискуссионные и политические клубы
Политические и дискуссионные клубы создаются на деньги партий, а нередко и в их помещениях. Они актуальны во время острых социально-политических кризисов, государственных переворотов, революций и прочих событий, вызывающих большой общественный резонанс.

### Ветеранские
Целью ветеранских парапартийных организаций является всяческая поддержка ветеранов, с последующей их мобилизацией на выборном этапе.

## Структура парапартийных организаций
Обычно структура парапартийной организации копирует структуру создающей её партии. В большей степени это относится к молодёжным организациям. Более или менее струкутрная близость создавшей партии характерна для женских объединений. Спортивные и профессиональные организации имеют структуру, соответствующую решаемым ими задачам. Политические и дискуссионные клубы имеют, как правило, свободную структуру.

## Функции парапартийных организаций
- ускорение политической социализации избирателей;
- пропаганда идей, идеологии, программы партии;
- оказание помощи партиям в проведении избирательной кампании;
- артикуляция и агрегация интересов, конкретной социальной группы;
- корректировка партийного курса на основе механизма обратной связи;
- формирование общественного мнения у отдельной социальной группы;
- поддержание отношений партийной бюрократии и рядовых членов[2].